# رجال ترونيكي
رجال ترونيكي ((بالألمانية: Trawnikimänner) كانوا من المتعاونين من وسط وشرق أوروبا الذين تم تجنيدهم من معسكرات أسرى الحرب التي أقامتها ألمانيا النازية لجنود الجيش الأحمر السوفياتي الذين تم أسرهم في المناطق الحدودية خلال عملية بارباروسا التي بدأت في يونيو 1941. خدم الآلاف من هؤلاء المتطوعين في أراضي الحكومة العامة المحتلة لبولندا حتى نهاية الحرب العالمية الثانية. ينتمي ترونيكي إلى الهيوي (اختصار ألماني لـ Hilfswilliger، حرفيًا «أولئك المستعدين للمساعدة»)، القوات المساعدة النازية التي تم تجنيدها من المواطنين الأصليين لدول التي احتلتها ألمانيا النازية. 
بين أيلول/سبتمبر 1941 وأيلول/سبتمبر 1942، دربت قوات الأمن الخاصة الألمانية والشرطة 2500 رجل من ترونيكي يُعرفون باسم Hiwi Wachmänner (حراس) في معسكر تدريب ترونيكي الخاص؛ ليصبح المجموع 5,082 رجل في الخدمة الفعلية قبل نهاية عام 1944.   :366 على الرغم من أن غالبية رجال ترونيكي أو والهيوي كانو من أسرى الحرب، كانت بينهم أيضًا Volksdeutsche القادميين من أوروبا الشرقية،   نظرًا لقدرتهم على التحدث باللغة الأوكرانية والروسية والبولندية ولغات أخرى في المناطق المحتلة. كان معظمهم من المدنيون وأسرى الحرب السوفيت السابقون ويشمل الأوكرانيين والروس والبيلاروسيين والاستونيين واللاتفيين والليتوانيين والتتار والجورجيين والأرمن والأذربيجانيين. قام الترونيكي بدور رئيسي في عملية Reinhard، وهي الخطة النازية لإبادة اليهود. لقد خدموا أيضًا في معسكرات الإبادة ولعبوا دورًا مهمًا في القضاء على انتفاضة حي اليهود في وارسو (انظر تقرير ستروب)، من بين أمور أخرى.